# Byrd (cràter)
Byrd és un cràter d'impacte irregular que es troba prop del pol nord de la Lluna.
El bord nord de Byrd està gairebé connectat amb el cràter Peary, una formació situada al nord-est. El cràter de menor grandària Gioja s'uneix a les restes del bord sud-oest. El brocal de Byrd està desgastat i erosionat, amb seccions distorsionades per la intrusió de les vores dels cràters adjacents al llarg del seu perímetre. Com a resultat, l'interior del cràter en la direcció nord-sud és més llarg que ample. Existeix una escletxa en la vora occidental, i en el costat sud és ara poc més que una cresta baixa en la superfície.
Algun temps després de l'impacte inicial l'interior del cràter va ser cobert per fluxos de lava, deixant una superfície gairebé plana que està marcada solament per petits cràters. No presenta un pic central en el punt mitjà de l'interior, i tampoc mostra altres trets d'importància.

## Cràters satèl·lit

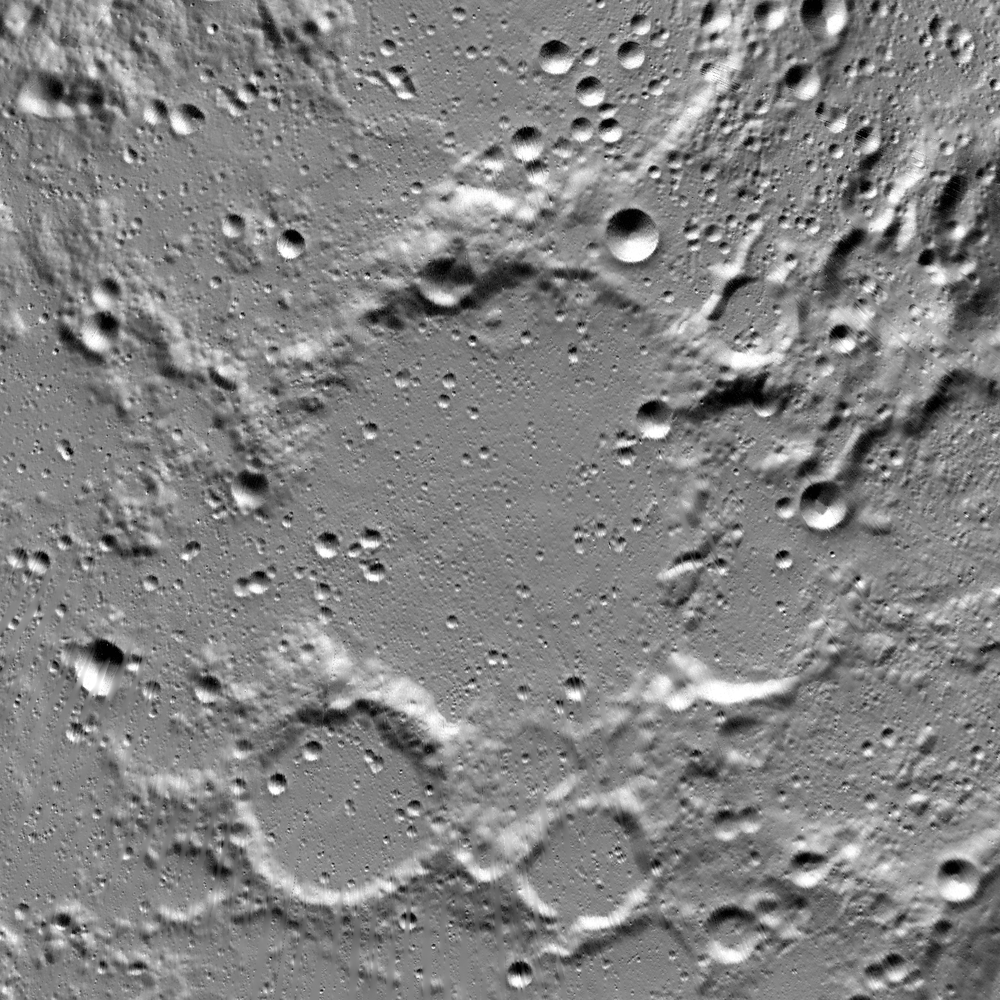
Mapa topogràfic de l'entorn de Byrd, amb dades d'altimetria làser de la Lunar Reconnaissance Orbiter

Per convenció aquests elements són identificats en els mapes lunars posant la lletra en el costat del punt mitjà del cràter que està més prop de Byrd.
|      | \| Byrd \| Coordenades \| Diàmetre \| \| ---- \| -------------------------------------- \| -------- \| \| C \| 84° 21′ N, 28° 20′ E / 84.35°N,28.34°E \| 34 km \| \| D \| 85° 31′ N, 33° 25′ E / 85.52°N,33.41°E \| 24 km \| |          |
| Byrd | Coordenades | Diàmetre |
| C    | 84° 21′ N, 28° 20′ E / 84.35°N,28.34°E | 34 km    |
| D    | 85° 31′ N, 33° 25′ E / 85.52°N,33.41°E | 24 km    |

## Referències

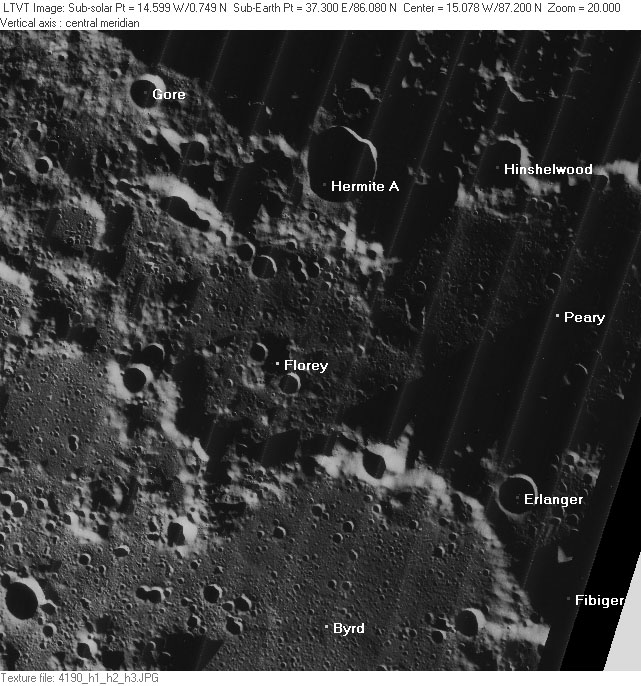
Fotografia de la missió Lunar Orbiter 4